# Calle San Luis (Sevilla)

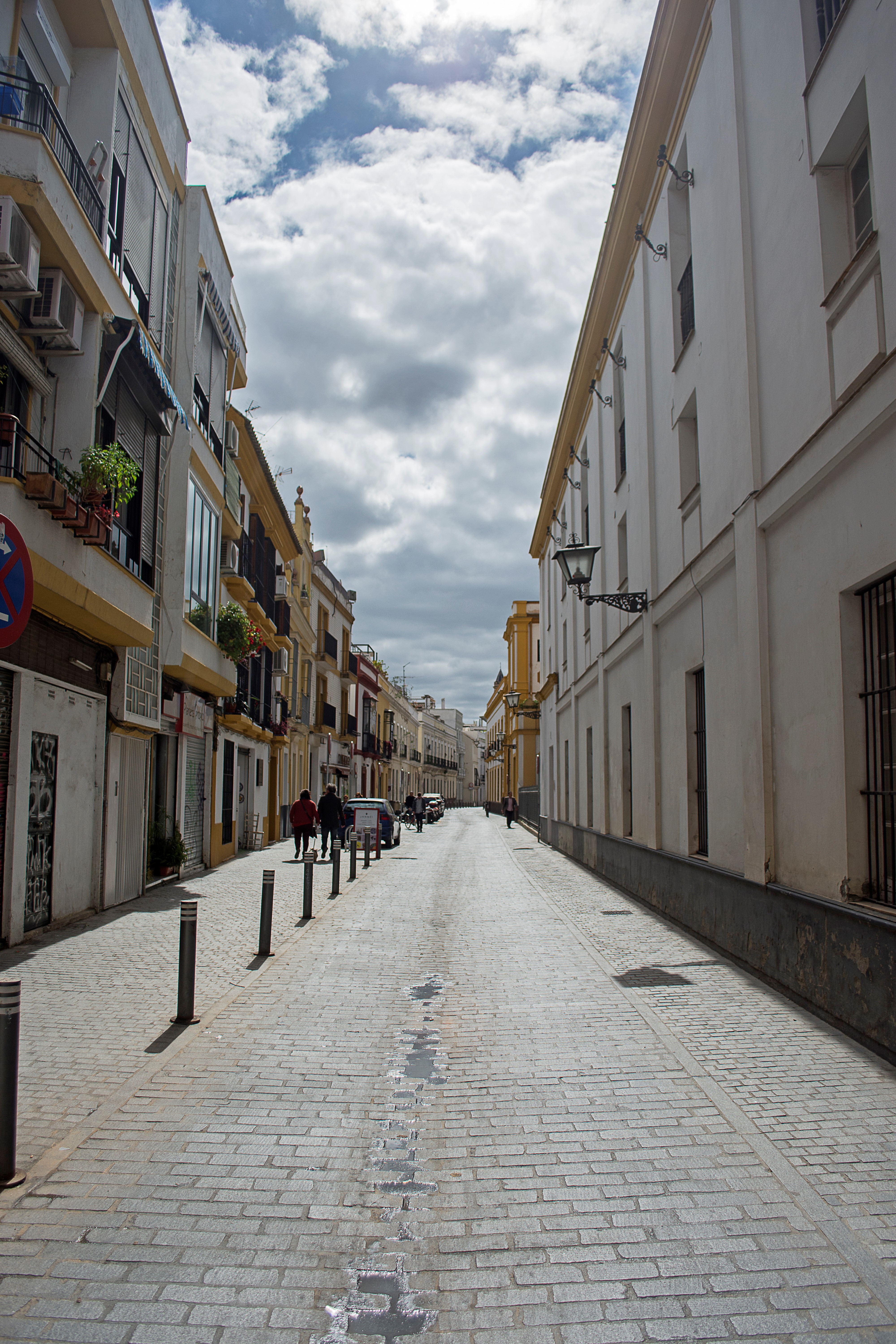
Vista de la calle San Luis en Sevilla.

La calle San Luis es una vía histórica de la ciudad española de Sevilla, situada en el distrito Casco Antiguo.
La calle tiene algo más de 700 metros de largo y constituye una de las más largas del casco antiguo de la ciudad, comienza en la plaza de San Marcos y tiene su final en la Puerta de la Macarena, junto a la Ronda Histórica y las antiguas murallas de la ciudad, en un nudo en el que confluyen las calles Bécquer, Macarena, Resolana y Parlamento de Andalucía. En su primer tramo (hasta el número 69 en impares y 88 en pares) marca la división entre los barrios de San Julián y de la Feria; desde ese punto entra en el barrio de San Gil.
A lo largo de esta vía, así como en su entorno, se encuentran numerosos elementos urbanos de enorme importancia histórica y arquitectónica, de diferentes épocas, entre los que destacan la Iglesia de San Luis de los Franceses, antiguo noviciado de los jesuitas en la ciudad, que da nombre a la calle; las parroquias gótico-mudéjares de San Gil,  Santa Marina y San Marcos; la plaza y el palacio del Pumarejo y la basílica de La Macarena.

## Denominación
Desde principios del siglo XIV hasta 1540 fue denominada calle Maestra (o Maestra de San Marcos) al constituir la vía principal de entrada a la ciudad desde el sector norte de las murallas a través de la puerta de la Macarena. Desde 1533, fue denominada calle Real, como figura en el plano de Olavide. Más adelante se diferenciaron  dos tramos: el primero desde la Macarena a la plaza del Pumarejo, conocido por Real de San Gil, que entre 1845 y 1868 también cambió su nombre transitoriamente a Perafán de Rivera y el segundo tramo se llamaba Real de Santa Marina, que también en 1845 se cambió por el de San Luis, por la iglesia jesuita. Ya entonces desde 1868, coincide en sus límites y en su denominación con la vía actual. 

## Historia
La calle San Luis, junto a su continuación Bustos Tavera ha constituido históricamente una de las arterias principales de comunicación en dirección norte sur de la ciudad de Sevilla. Primitivamente, fue uno de los caminos que se abrían fuera de la ciudad, desde la puerta norte de la ciudad que se encontraba, donde hoy se levanta la iglesia de Santa Catalina, y suponía una continuación del cardo máximo que comenzaba en la calle Alhóndiga. Con la ampliación de la ciudad, en el siglo XII, y la extensión de la muralla hasta la Macarena, el camino de salida se convirtió en calle, que culminaba en el nuevo límite de la ciudad en la puerta de La Macarena. En el siglo XX, fue perdiendo parte de su importancia a partir de los ensanches llevados a cabo, en los que la calle Feria, paralela a ella, con mayor longitud y anchura, le robó el protagonismo.
Hasta el siglo XIX, fue denominada calle Real ya que constituía el camino "oficial" de entrada de los reyes a la ciudad procedente del norte, a través de la Puerta de la Macarena para llegar hasta el centro. Por esta ruta entraron Alfonso XI (1327), Isabel I de Castilla (1477), Fernando II de Aragón (1508), Carlos I para su boda con Isabel de Portugal (1526), y Felipe IV (1624). Por esta razón fue denominada "Calle Real" hasta el siglo XIX.

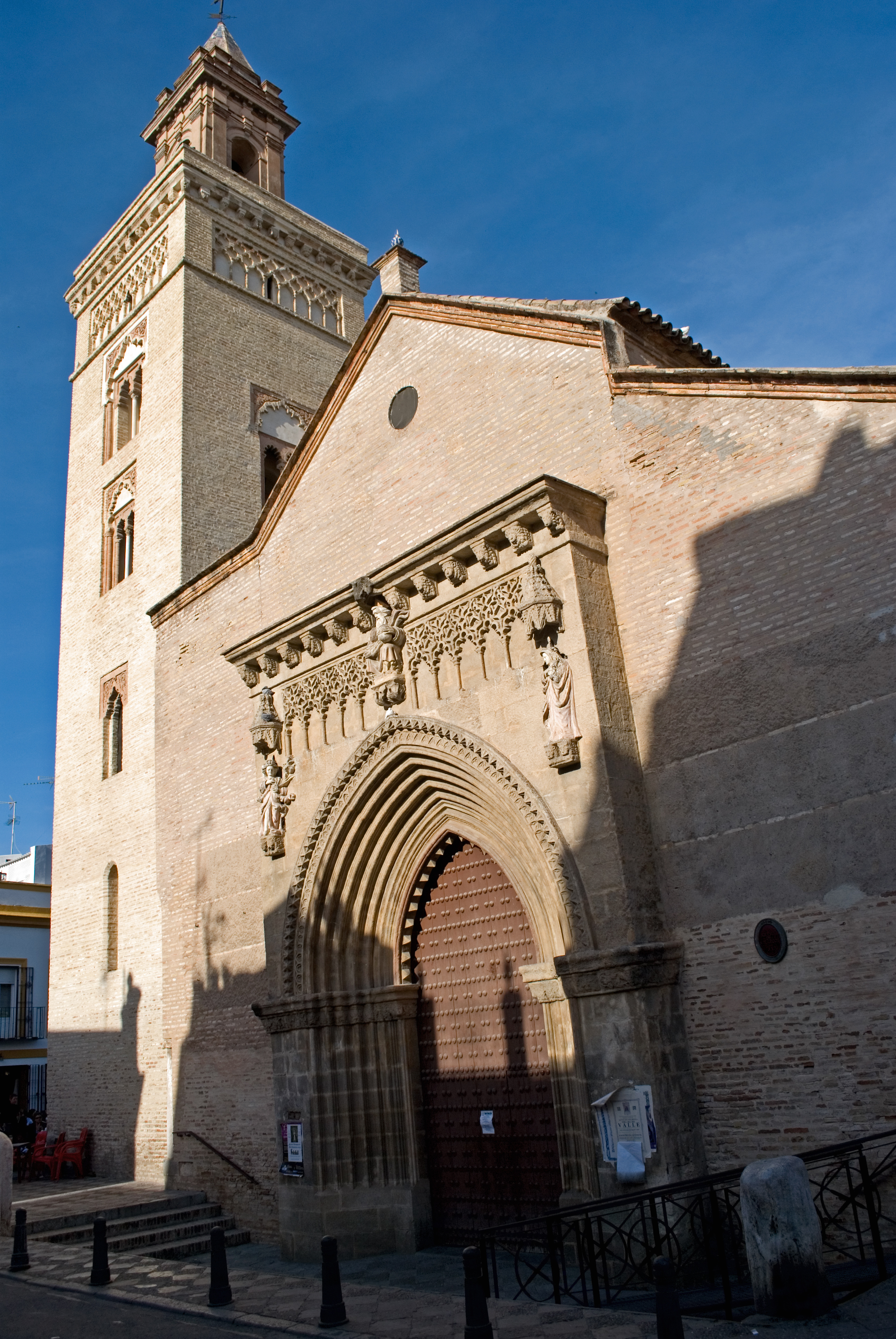
Vista del exterior de la iglesia de San Marcos.

## Edificios y lugares de interés

### Plaza de San Marcos
La iglesia de San Marcos es un templo gótico-mudéjar del siglo XIV con portada del XV de estilo gótico realizada en piedra, con arquivoltas. A los lados tiene pequeñas figuras sobre pedestales y con doselete, y en el frente una franja horizontal decorada con tramos de sebka de tipo mudéjar. 
Constituye una de las portadas más interesantes en este tipo y su belleza resalta sobre el frente de ladrillo con el que se construye la fachada; una combinación que caracteriza a los templos de esta tipología. 
Su torre es de planta cuadrada, esbelta y situada en fachada. Con ventanas geminadas enmarcadas por alfiz y decoración de paños de sebka, corresponde al alminar de la antigua mezquita que existía en el lugar anterior a la propia iglesia, y está coronada por un campanario de 1603 atribuido a Vermondo Resta.
Además existen tres destacados conventos en las proximidades de esta plaza el de Santa Isabel, en la plaza del mismo nombre, el convento de Santa María del Socorro, con acceso por la calle Socorro y el monasterio de Santa Paula. 

### Iglesia de San Luis de los Franceses

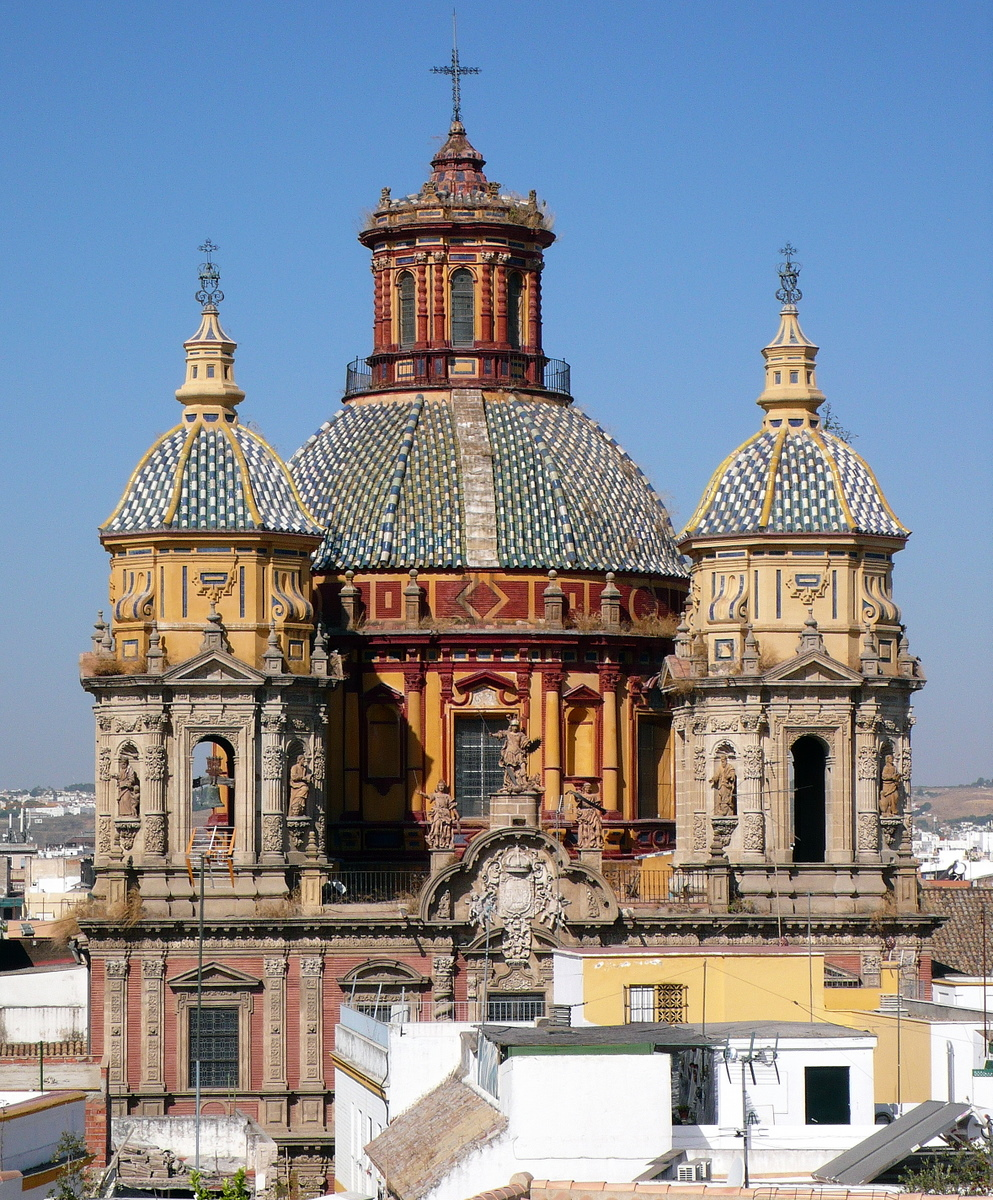
Vista de la cúpula de la iglesia de San Luis de los Franceses.

Constituye el más suntuoso de todos los templos del barroco hispalense, sus obras comenzaron en 1699 dirigidas por Leonardo de Figueroa, con trazas quizás venidas de fuera, desde  la casa profesa de los jesuitas de Roma; lo cual justificaría lo poco habitual de la solución espacial adoptada y su falta de adecuación al lugar, que por carecer de la perspectiva apropiada no permite apreciar la monumentalidad de su espléndida fachada.  
En su interior, su programa iconográfico de exaltación jesuítica cubre los muros y la cúpula de la iglesia, donde dejan parte de su mejor trabajo profesional artistas de la talla de Lucas Valdés o Pedro Duque Cornejo. El retablo mayor, con lienzos de la escuela de Zurbarán, combina con acierto cuadros de distintos formatos con espejos, relicarios y cortinajes.

### Iglesia de Santa Marina

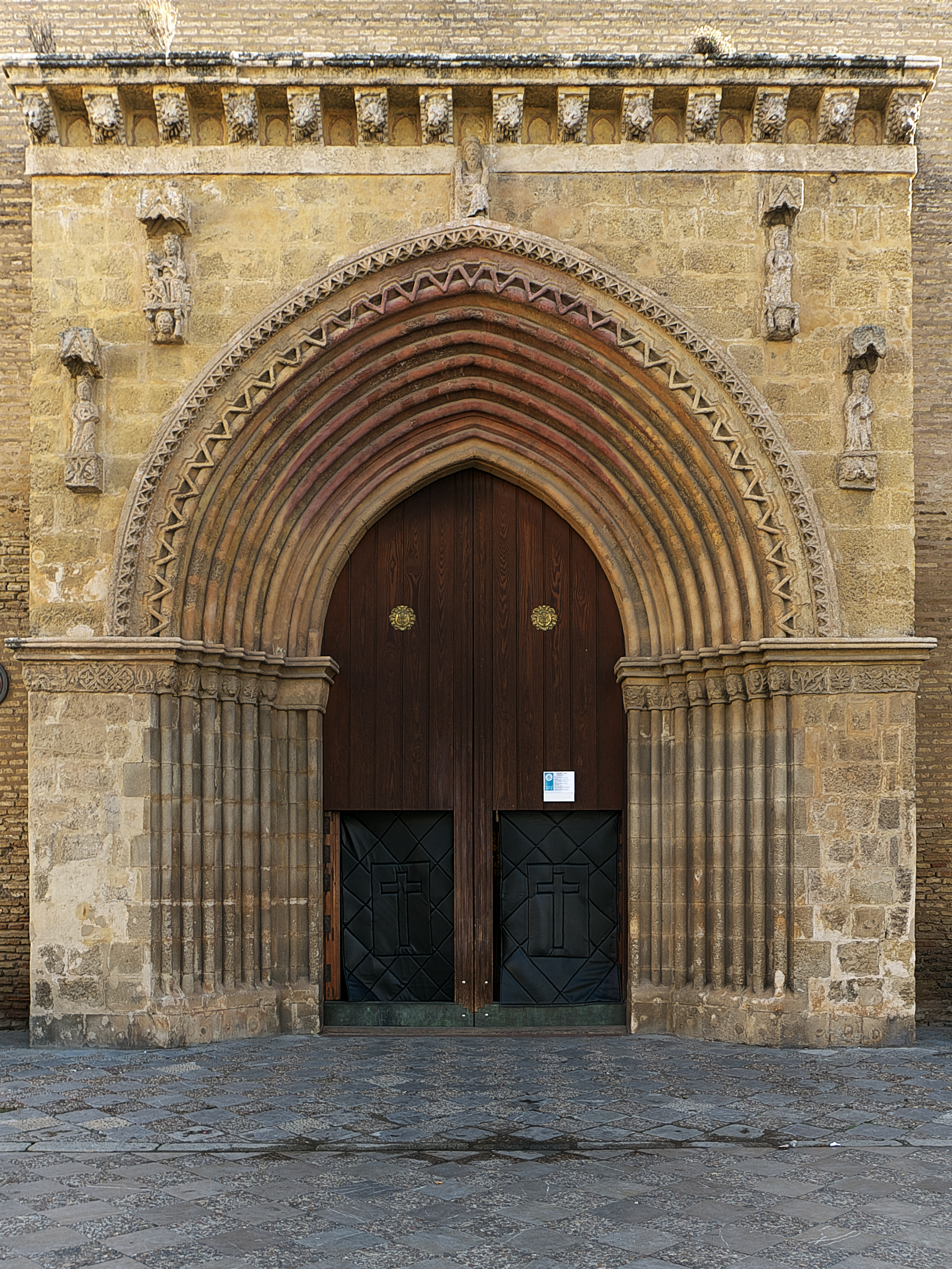
Portada de la iglesia de Santa Marina.

Una de las más antiguas de Sevilla, la primera construcción de dos de sus capillas laterales puede fecharse alrededor de 1265. A comienzos del siglo XIV se construía la torre y en ese mismo siglo se levantaría el cuerpo principal. No obstante, las primeras noticias fiables son de 1356, cuando un terremoto obligó a la reedificación del templo.
Su portada principal es de piedra, con arco ojival de ocho arquivoltas; cuenta con  decoraciones de puntas de diamante, líneas en zigzag y pequeñas esculturas sobre pedestal, todo ello bajo un pequeño tejaroz de piedra con canes labrados con forma de cabeza de león.
La torre se sitúa adosada al templo y se perfila como una torre mudéjar de planta cuadrada y construida con ladrillo. Presenta característicos arcos polilobulados sobre los huecos y doble encinado superior, propios de la decoración almohade, y un remate de almenas escalonadas de coronación realizado tras la restauración llevada a cabo por José Gestoso en 1885.

### Plaza del Pumarejo
Plaza creada durante el siglo XVIII, cuando Pedro Pumarejo, caballero Veinticuatro del Ayuntamiento de la ciudad, adquirió y derribó la manzana de casas existentes entre la Calle Real y la calle Lázaro Díaz (hoy desaparecida), convirtiendo el solar en plaza que sirviera de pórtico a su nueva casa-palacio. En el centro de ella se colocó una fuente antigua, de la que hoy sólo se conserva un trozo en el monumento a doña Catalina de Ribera. 
En el lado del este destaca el edificio que da nombre a la Plaza: la casa-palacio del Pumarejo, o simplemente "La Casa" como es conocida en el barrio.

### Iglesia de San Gil

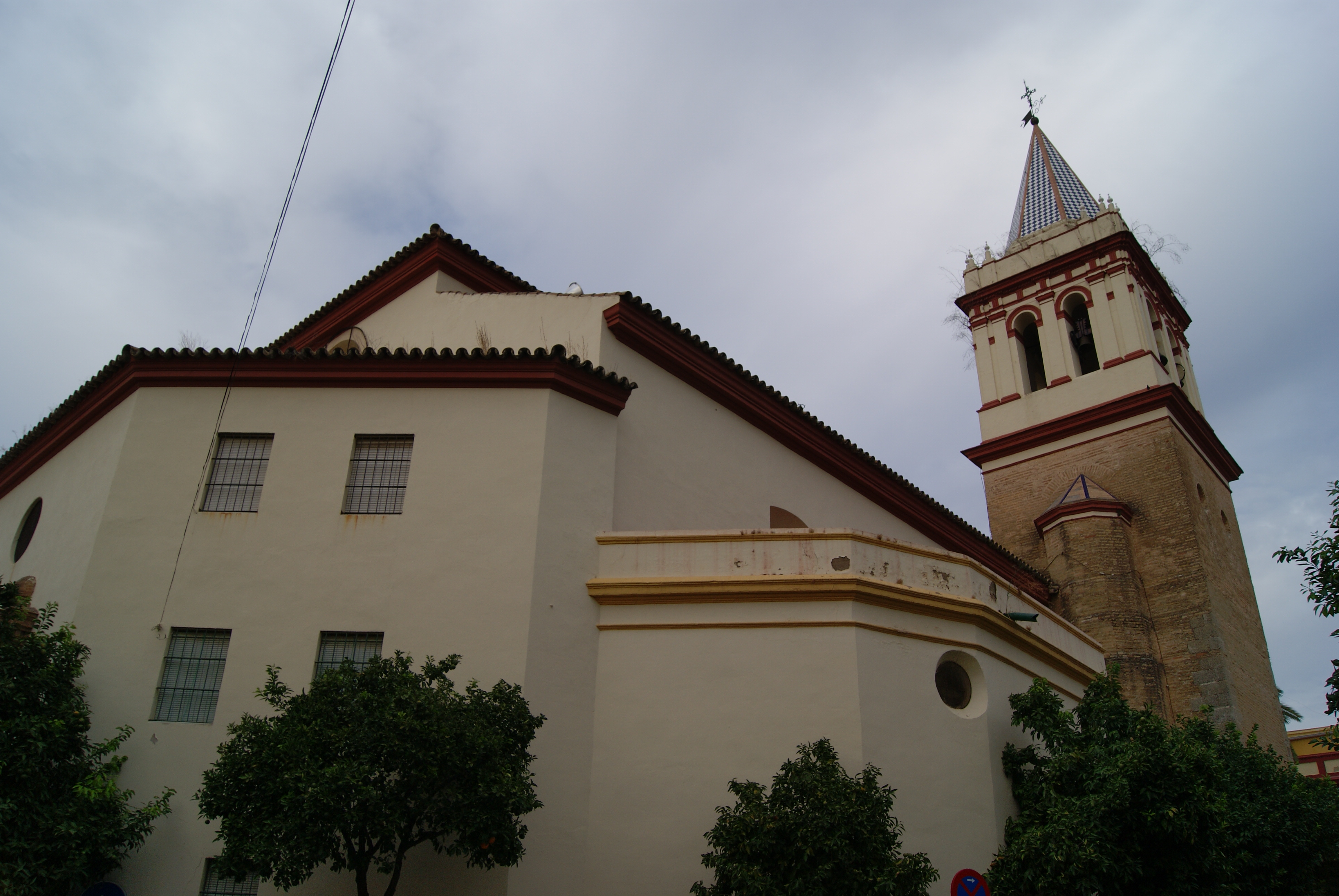
Iglesia de San Gil.

Fundada en la segunda mitad del siglo XIII, casi inmediatamente después de ser conquistada la ciudad por Fernando III el Santo, corresponden sus primeros años de construcción a una antigua mezquita cuyos restos se conservan en la base de la torre y en la Capilla del Sagrario. 
Pronto sería reformada en el siglo siguiente, cuando se levantaron sus tres naves, las dos portadas góticas de arcos apuntados, una en el lado del evangelio y la otra en el de la epístola, y la torre. Sus tres naves se cubren con la característica armadura de madera, mientras que el cuerpo de campanas de la torre lo hace con un alto chapitel revestido de cerámica vidriada en azul y blanco.
Fue de nuevo remodelada y ampliada en el siglo XVIII, sustituyéndose sus viejas techumbres de madera, y levantándose el cuerpo de campanas de la torre. 
Interiormente cuenta con un paso que la comunica con la Basílica de la Macarena.

### Basílica de la Macarena

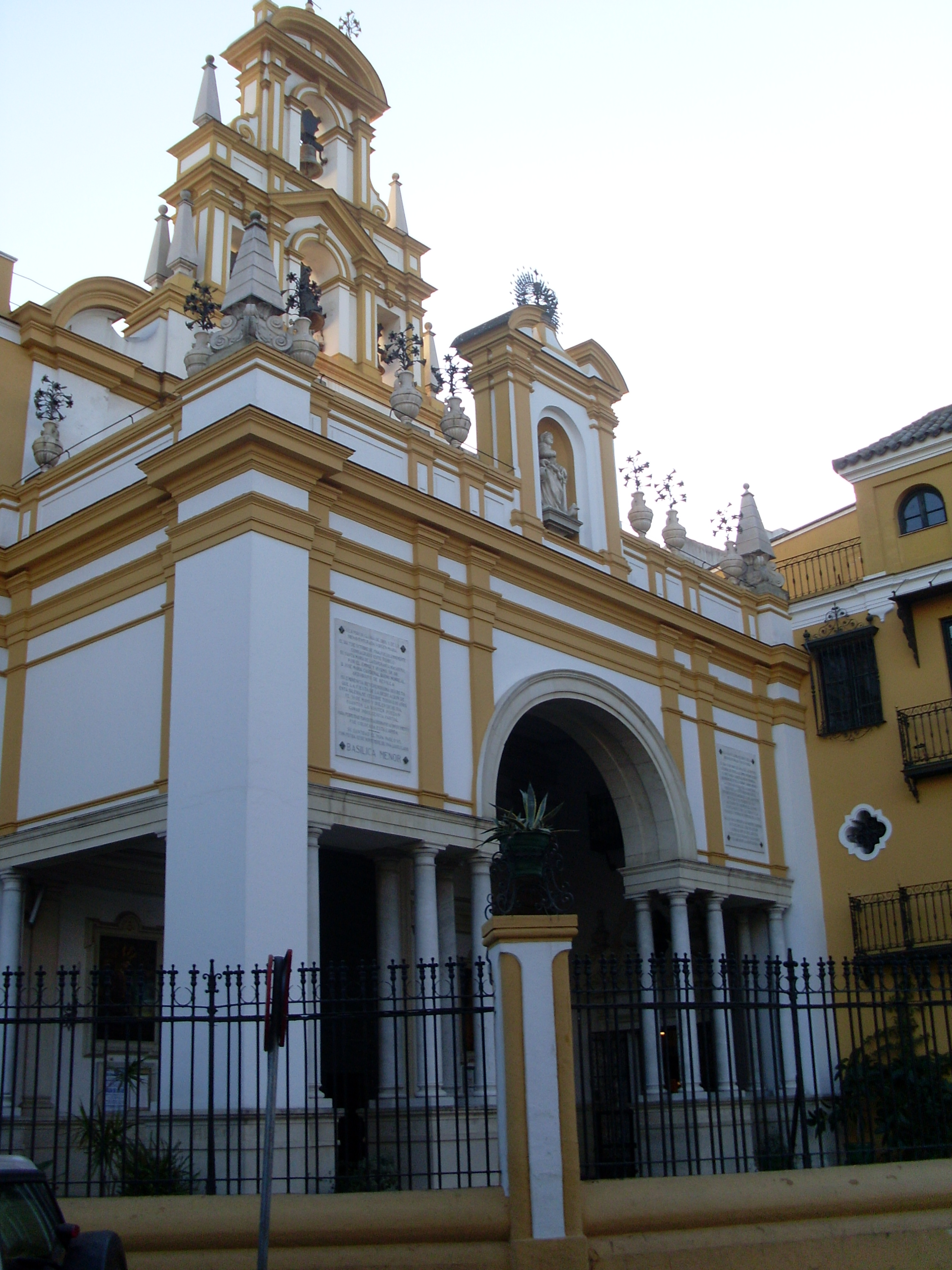
Exterior de la basílica de la Macarena.

Este templo se inauguró oficialmente el día 18 de diciembre de 1949, festividad de la Esperanza. Se construyó a instancias del general Queipo de Llano al resultar pequeña la iglesia de San Gil para alojar a los miembros de la Hermandad de la Esperanza Macarena, con sede en ella, para la salve de los sábados; decidiéndose por entonces construir un templo propio.[cita requerida]
Proyectada por Aurelio Gómez Millán, es una iglesia de una sola nave, con capillas-hornacinas y un camarín central, accesible al público desde atrás, donde se aloja la imagen de la Esperanza Macarena en su espectacular retablo mayor decorado con relieves de la Anunciación. Se encuentra comunicada en su interior con la iglesia de San Gil.
El título de Basílica Menor le fue otorgado por el Papa Pablo VI en 1966 y declarado públicamente por el cardenal Bueno Monreal el 7 de octubre de ese mismo año.

### Puerta de la Macarena

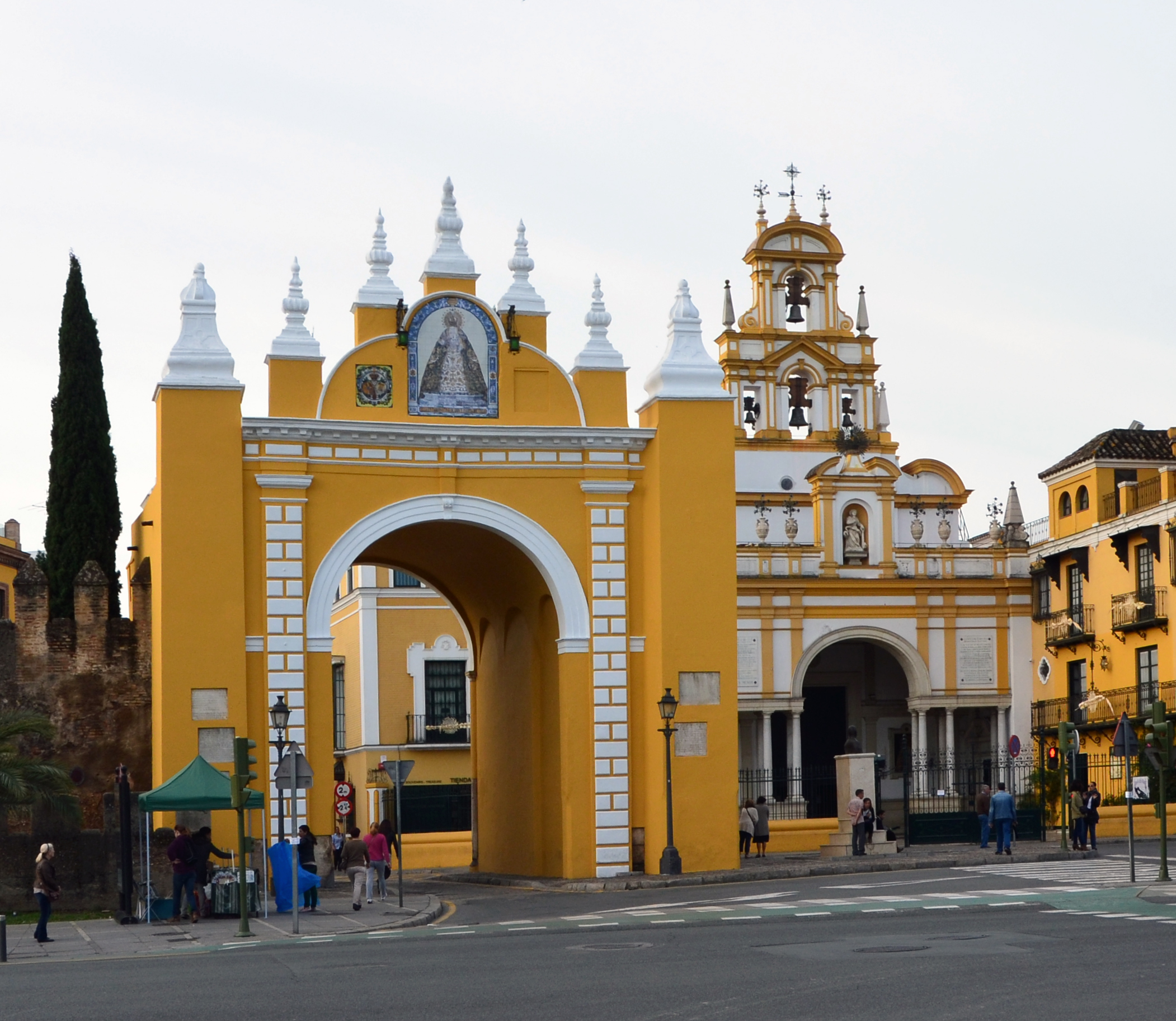
Vista exterior de la puerta de la Macarena, que marca el final de la calle San Luis.

La puerta de la Macarena, también conocida como arco de la Macarena, es uno de los tres accesos a la ciudad que se conservan en la actualidad de la antigua ciudad amurallada. Se encuentra situada el final de la calle San Luis en la confluencia con la calle Resolana y junto a la basílica de la Macarena. Su aspecto actual data de 1795 cuando fue reedificada por el arquitecto José Chamorro, que le confirió un estilo clasicista.